# Naval Aircraft Factory
La Naval Aircraft Factory (NAF) fut créée par l'US Navy en 1918 à Philadelphie, en Pennsylvanie. Cet établissement devait permettre de résoudre les problèmes d'approvisionnement en avions auxquels était confronté le département de la Marine, lors de l'entrée des États-Unis dans la Première Guerre mondiale. L'US Army avec ces besoins très important en avions créa un manque d'intérêt chez les constructeurs d'avions pour l’US Navy avec ses petites quantités. Le département de la Marine en conclut qu'il était nécessaire de construire une usine d'aviation lui appartenant. Ceci afin d'assurer une partie des approvisionnements de ses avions, d'obtenir des données sur les coûts pour le Ministère dans ses relations avec les fabricants du secteur privé et d'avoir sous son seul contrôle une usine capable de produire des modèles expérimentaux.

## Contexte historique
Le 27 juillet 1917, le secrétaire de la Marine Josephus Daniels approuva le projet. Le contrat fut signé le 6 août 1917 et les travaux commencèrent quatre jours plus tard. L'ensemble de l'usine fut achevé le 28 novembre 1917, soit 110 jours seulement après le début des travaux. A cette période y avait un besoin important en hydravions pour patrouiller, la production de Curtis H fut donc lancée. Le 27 mars 1918, soit 228 jours après le début des travaux et 151 à compter de la réception des plans, le premier H-16 construit par la NAF sortait de l'usine. Au début d'avril deux H-16 furent construits à la NAF et expédiés à la base navale de North Killingholme Haven, en Angleterre. En 1922 après la première Guerre Mondiale, lorsque le système de désignation des avions de la Marine entra en vigueur, la deuxième lettre du code désignait le fabricant et le dernier N l'ensemble de la cellule de dessins provenant de la Naval Aircraft Factory, cela jusqu'à la fin de la Seconde Guerre mondiale.
Au cours de son existence la NAF permit de fournir à l'US Navy sa propre unité de fabrication et ses tests d'organisation. Elle construisit également des avions conçus par d'autres fabricants afin d'évaluer les coûts de fabrication de l'aéronef soumis par l'industrie. La NAF arrêta de produire des avions au début de 1945. Son existence suscita la controverse à certains moments, notamment par le fait que le gouvernement fédéral finançait une activité industrielle en concurrence directe avec l'industrie civile. Ce fut l'une des raisons pour lesquelles la NAF fut dissoute.
À la fin du centre, les protocoles des tests d'avion furent transmis au nouveau Naval Air Test Center situé à la Naval Air Station de Patuxent River, dans le Maryland.
Situé sur les Chantiers navals de Philadelphie, les principaux bâtiment de l'usine existent toujours. Ils ont été convertis pour être utilisé par le Naval Surface Warfare Center Carderock Division, comme centre de recherche et de développement.

## Production

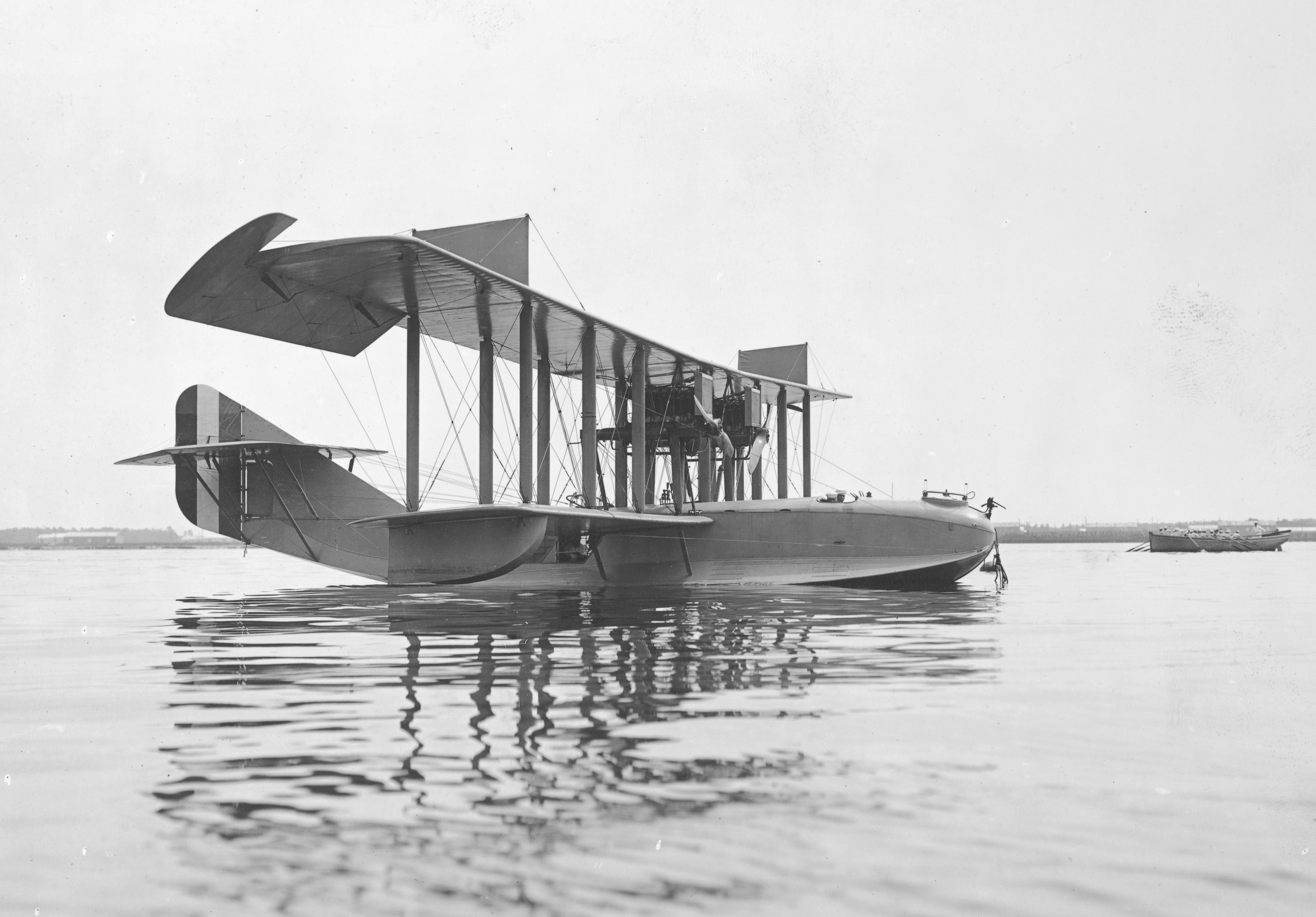
F.5L construit à la Naval Aircraft Factory, juillet 1918

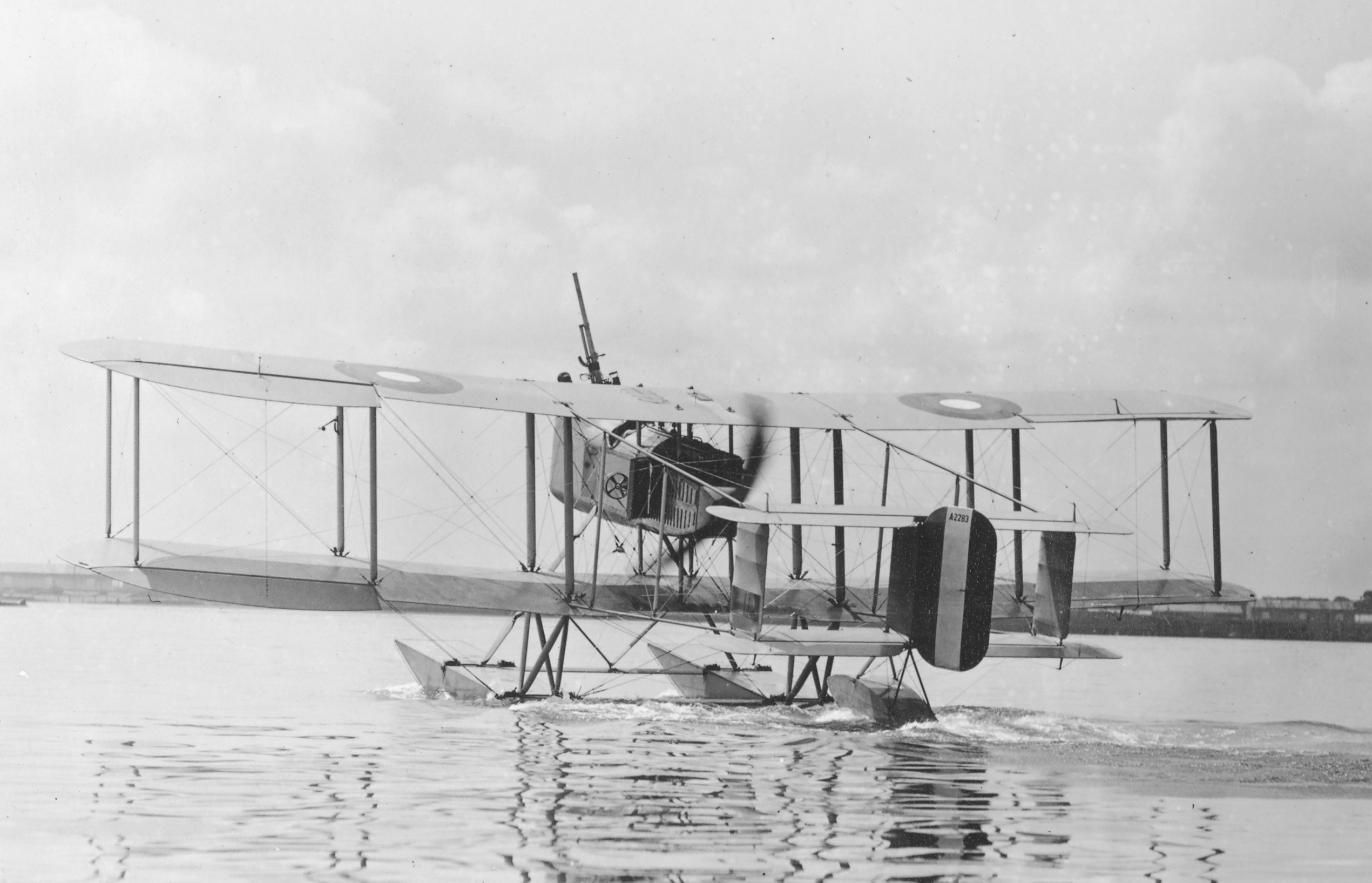
N-1 série A2283

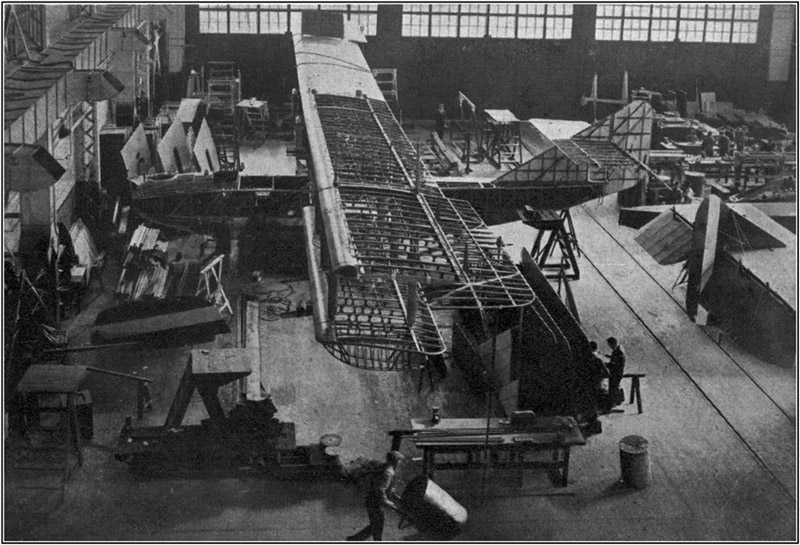
F.5L en cours de construction à la Naval Aircraft Factory, c.1920

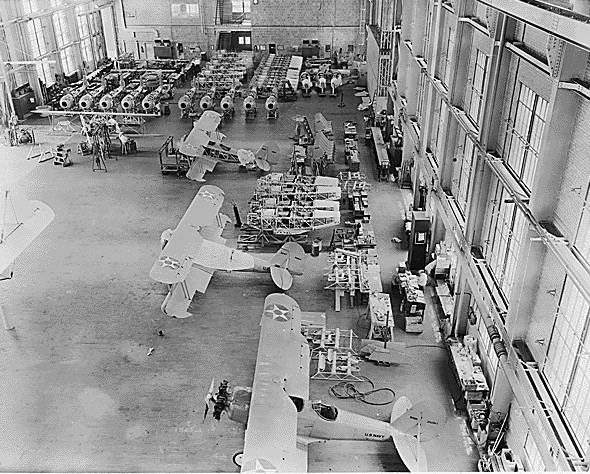
N3N production en 1937

- Curtiss F.5L avion amphibie de patrouille (variante du Felixstowe F.5).
- BN & BS projets annulés[1]
- CS-3 chasseur (variante du Curtiss CS-2)
- GB Giant Boat (jamais terminé)
- MF hydravion (variante du Curtiss MF)
- N-1 hydravion push d'escorte
- N2N biplan d'entraînement
- N3N Canary biplan d'entraînement
- N5N monoplan d'entraînement
- NM
- NO (variante du Martin M2O)
- NW-1 avion développé pour la Course Pulitzer
- NW-2 hydravion développé pour la Coupe Schneider de 1923
- XOSN hydravion d'observation
- OS2N Kingfisher hydravion d'observation (variante du Vought-Sikorsky OS2U Kingfisher)
- PBN Nomad hydravion patrouilleur (variante du Consolidated PBY Catalina)
- PN avion amphibie de patrouille (variante du Curtiss F.5L)
- P2N avion amphibie de patrouille
- P4N avion amphibie de patrouille
- PT bombardier torpilleur (Curtiss R-6L avec des ailes différentes)
- SA avion embarqué
- SBN bombardier polyvalent (anciennement Brewster SBA)
- SON Seagull hydravion d'observation (variante du Curtiss SOC Seagull)
- SP Kirkham-Williams Mercury Racer
- T2N bombardier sous-marin
- TDN drone
- TD2N drone
- TD3N
- TF chasseur
- TG entrainement au mitraillage
- TN bombardier torpilleur (variante du Douglas T2D)
- TR racer (variante du NAF TS-2)
- TS chasseur
- VE chasseur (version du Vought VE-7)

### Citations
1. ↑  (en) « American airplanes: NAF », Aerofiles.com, 15 août 2008 (consulté le 16 février 2011)